# Ángel Rojas Martínez
Ángel Rafael Rojas Martínez (Requínoa, Chile, 20 de octubre de 1997) es un futbolista profesional chileno que se desempeña como defensa central y actualmente milita en el Club de Deportes Rodelindo Román de la Tercera División A de Chile.

## Clubes
| Club              | País     | Año       |
| ----------------- | -------- | --------- |
| Colo-Colo         | Chile    | 2016-2017 |
| Malleco Unido     | Chile    | 2018      |
| San Antonio Unido | Chile    | 2019      |
| UD Oliveirense    | Portugal | 2019      |
| Rodelindo Román   | Chile    | 2020-Act. |

## Palmarés

### Campeonatos nacionales
| Título             | Club      | País  | Año    |
| ------------------ | --------- | ----- | ------ |
| Supercopa de Chile | Colo-Colo | Chile | 2017   |
| Primera División   | Colo-Colo | Chile | 2017-T |